# Hezký víkend!
Kniha Hezký víkend! je první knihou Jona Davise. Popisuje zde ve svém krásném vlastním „českém“ jazyce v samostatných povídkách, co se mu za dobu pobytu v ČR přihodilo, a to velice vtipnou a svéráznou formou.

## O autorovi
Jon Davis se narodil 22. prosince 1958 v Chicagu, USA. Poté, co získal titul Masters of Arts v oboru lingvistiky na University of Illinois - Chicago, se odstěhoval do Prahy.
Zde začal pracovat jako učitel na Státní jazykové škole v Ládví, dále v Czech Management Center a na Ekonomickém institutu Karlovy univerzity.
Také byl copywriterem u tiskové agentury CTI (bývalá CTA) a editorem stručných denních výtahu z tisku v Czech AM pro Prague Business Journal.
V současně době pracuje jako nezávislý překladatel, technical writer a jazykový korektor, zvláště pro softwarovou společnost ARBES Technologies s.r.o.  (dříve MERLIN) a je spolumajitelem Gallery Left Bank na Malé Straně.
Nyní bydlí v Praze 3.

## Ilustrace v knize
Obrazy ilustrátora Milana Hencla.

## Ukázka
(tato povídka není součást knihy - zdroj Hezký víkend!)
Jarní a podzimní kolekce
Já a Zdenek jsme několik let v devadesáti lety do Hlavní nádraží
chodili na aukci ztrácených věcí. Pořád mám od nákupu několik
košilí a triček, kteří pořád nosím.
To je velmi levný, ale velmi nepředvídatelný způsob kupovat
oblečení. Když dražebník má tašku vydražit pár příkladu obsahu
ukazuje. Ten klíč byl zkusit najít tašku kluka, který má stejnou
velikosti jako já a má dobrý vkus. Jednou jsem mel velký štěstí.
Koupil jsem tašku a všechno v té se mi moc líbilo a všechno
padlo jako ulitý.
Zdenek nemá to rád, když říkám, že jsme na aukci na Hlavní
nádraží chodili. Stydí se - já ne.

## Stránky knihy
Hezký víkend!